# Physocalymma scaberrimum
Physocalymma scaberrimum là một loài thực vật có hoa trong họ Lythraceae. Loài này được Pohl miêu tả khoa học đầu tiên năm 1827.

## Hình ảnh

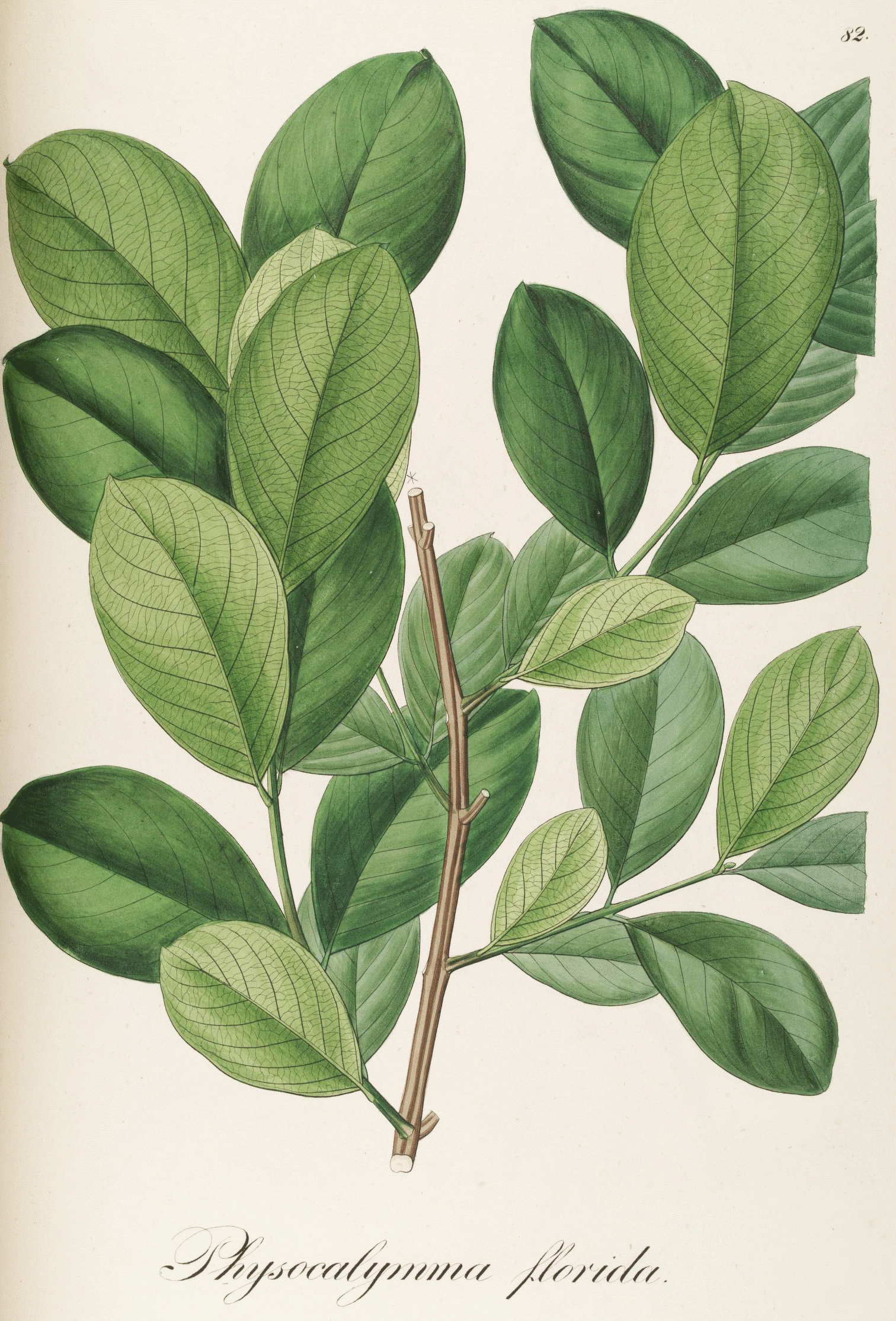
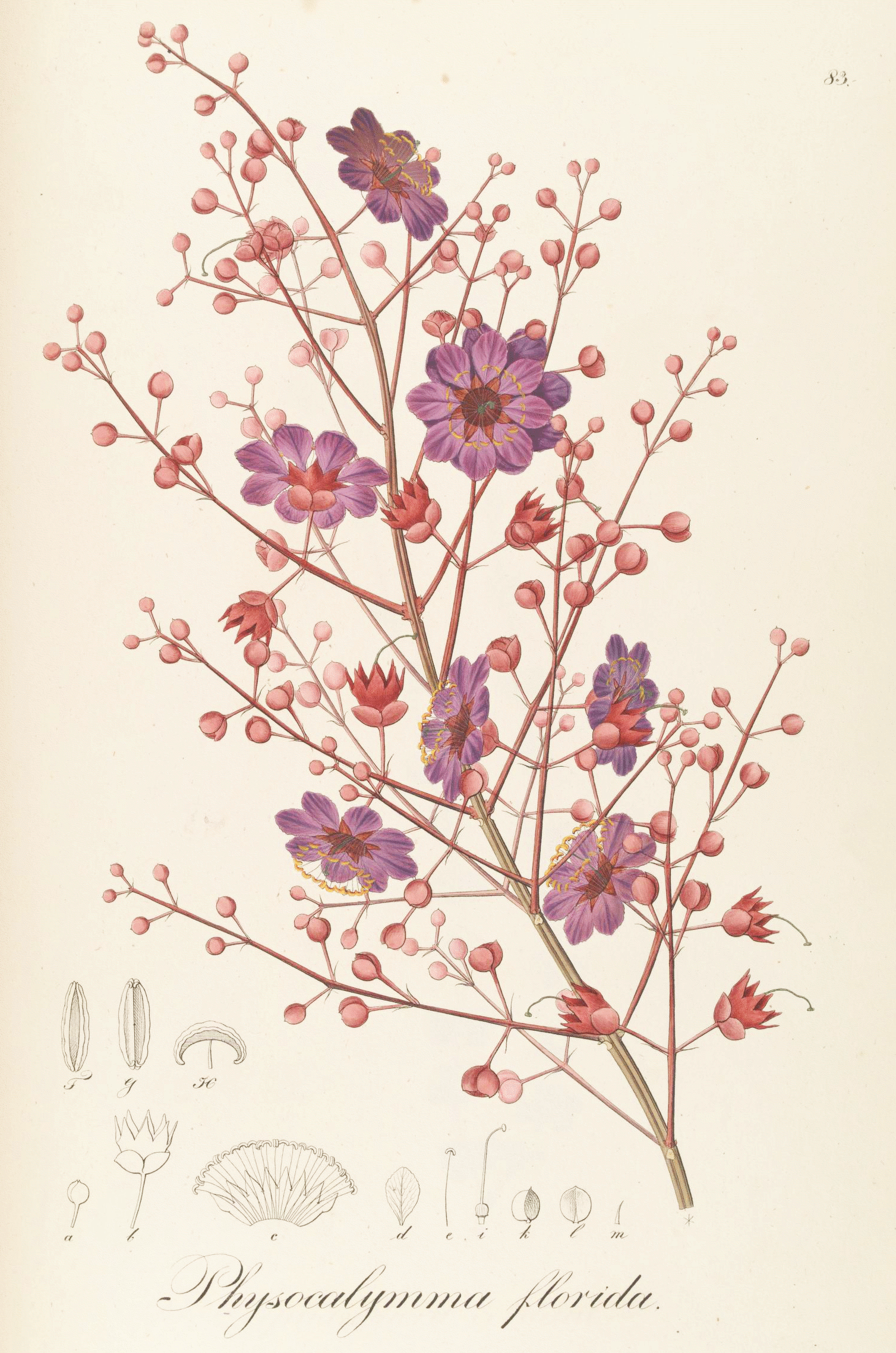